# 特賴斯基興
特賴斯基興（德語：Traiskirchen）是奧地利的城市，位於該國東北部，距離首都維也納約20公里，由下奧地利邦負責管轄，面積29.08平方公里，海拔高度200米，2012年人口17,399。

## 外部連結
- Official Traiskirchen website （页面存档备份，存于）